# Twiggy
Leslie Lawson, más conocida como Twiggy (diminutivo inglés para 'rama', ergo 'ramita') (Neasden, Londres, Inglaterra, 19 de septiembre de 1949) es una supermodelo, actriz y cantante británica ganadora del Globo de Oro a la Mejor actriz de comedia o musical. 
Se convirtió en un icono de la segunda mitad de los años 60, incluso fue nombrada como "el rostro de 1966" por el periódico inglés Daily Express.
Desde la quinta y hasta la novena temporada, participó como jurado del reality show America's Next Top Model. 
Twiggy fue la primera gran modelo internacional, además de ser la primera supermodelo. Era de origen proletario inglés, pues su familia era de clase obrera y vivía en un suburbio.

## Infancia
Twiggy creció en Neasden, en los suburbios de Londres, siendo sus padres Helen y William Hornby.
Estudió en el Brondesbury and Kilburn Highschool en Salusbury Road, Kilburn.
De pequeña "estaba loca por la moda", afirma en una entrevista, "como muchas adolescentes... pero luego, el destino tenía obviamente guardado algo diferente para mí".

## Carrera como modelo
Una conocida insistía en que debía probar suerte como modelo, pero ella pensaba que no lograría nada, por lo que respondía riendo, ya que era demasiado delgada y pequeña como para cumplir con el canon de la época.
Finalmente, acudió donde una señora en una revista, a la que la había recomendado un amigo de un amigo. Esta amablemente le dijo: "creo que eres muy pequeña, pero tienes facciones muy interesantes, podrías hacer fotografías de belleza, pero tu cabello está mal...", por lo que la enviaron donde Leonard, un estilista, para que le tiñeran y cortaran el pelo (las modelos fotográficas miden entre 1,68 y 1,70 pero las modelos de pasarela deben medir como mínimo 1,70). Desde los años 90, las posteriores top-models (supermodelos) miden entre 1,75 y 1,80).
Leonard llamó a Barry Lategan, un fotógrafo conocido, y le dijo: "tengo aquí a una chica con un apariencia muy interesante, pero nunca se ha tomado una foto. Quiero hacerle mi nuevo corte de cabello a ella. Si la envío, ¿podrías ponerla frente a la cámara y decirme si es fotogénica?". Esto terminó siendo todo un golpe de suerte, ya que Lategan era un gran fotógrafo.
Cuando llegó donde Lategan, Twiggy fue presentada con su nombre real (Leslie) y, en medio de la sesión, debido a algo que hizo, su novio dijo: "¡oh, Twiggy!", apodo dado por el hermano de este debido a sus delgadas piernas. A Lategan le pareció un apodo perfecto para una modelo y le dijo: "si llegas a modelar, deberías usarlo".
Lategan llamó luego a Leonard para decirle que, en efecto, Twiggy era fotogénica y que procediera con el nuevo corte de cabello, el cual demoró 8 horas, entre tinturas y cortes de cabello.
La fotografía de Lategan fue colgada en el salón de Leonard, donde fue vista por Deirdre McSharry, quien trabajaba en un periódico nacional llamado "Daily Express". Ella preguntó por la foto y dijo que quería conocer a la chica que había en ella.
Cuando Twiggy y Deirdre se reunieron, esta le dijo: "quiero hacer un reportaje sobre ti".
"Así que todos los días, durante unas dos semanas, mi padre compraba el "Daily Express" y no había nada. Pensábamos que sería una pequeña columna. Dos semanas después mi papá llegó. Estaba en las páginas centrales. El titular era "Twiggy: la cara del 66.""
La imagen correspondía a una toma facial que había hecho Barry, y fue la que cambió el rumbo de la vida de Twiggy.
El teléfono no dejaba de sonar, ya que diversas agencias querían contratarla; tres meses después ya se encontraba en París y un año más tarde llegaría a los Estados Unidos, donde consiguió aparecer en la portada de Vogue.
Su singular look aún hoy sigue inspirando a los grandes creadores de moda. Llevar el pelo rubio platino, muy corto y engominado, con raya a un lado, fue una de sus características más rompedoras, una imagen que consiguió gracias a los consejos del estilista Vidal Sassoon. En cuanto a su estilo vistiendo, siempre se recordará a esta pequeña modelo -que mide unos 1,68 metros de estatura- con vestidos cortos, minifaldas de Mary Quant, gafas grandes, pestañas postizas, ojos muy maquillados y medias a la altura de las rodillas, a rayas y de colores llamativos. 
Aparte de estos detalles, su físico delgado y de eterna adolescente supuso una revolución, ya que hasta entonces los cánones de belleza tenían como modelo a mujeres de cuerpos curvilíneos, como es el caso de la supermodelo Jean Shrimpton, con quien se quisieron efectuar comparaciones pero fueron relevantes, ya que eran dos tipos de belleza distintos y que representaban a dos tipos de bellezas que marcaron tendencia y estilo y son icónicas. Algunas de las maniquíes que décadas después revivieron este ‘estilo Twiggy’ son la británica Kate Moss y la francesa Audrey Marnay (también son mujeres de complexión natural delgada y miden poco más de 1,70 metros de altura).
Desde que fuera descubierta, supieron sacar partido de su fama: minúsculas muñecas que reproducían a escala su físico y su cara, una línea cosmética con su nombre.
A finales de los 70, decidió retirarse del mundo de la moda. Sin embargo, siguió trabajando en el mundo del espectáculo como, por ejemplo, en el cine, donde ha alcanzado el reconocimiento internacional. De hecho, llegó a ganar, en 1971, dos Globos de Oro, como “Mejor actriz” y como “Promesa Revelación”, y en su haber cuenta con más de una veintena de películas, destacando títulos como Club Paradise (1986) y The Blues Brothers (1980).
Además, y sin dejar de sorprender, ha dejado claro que es una mujer polifacética, ya que también ha grabado varios discos (When I Think of You, Over and Over, Twiggy y Please Get My Name Right) y hay varios libros sobre su persona, entre los que destaca "Twiggy: How I Probably Just Came Along on a White Rabbit at the Right Time and Met the Smile on the Face of the Tiger" (En español: Cómo probablemente me topé con un conejo blanco en el momento adecuado y vi la sonrisa en la cara del tigre), el cual fue vendido con Twiggy como autora, cuando en realidad fue escrito por un periodista estadounidense.
Su ajetreada carrera, sin embargo, le permitió formar una familia. Tras mantener una larga relación amorosa con su mánager, se casó en 1977 con el actor Michael Whitney. Ambos iniciaron una bella historia de amor de la que nació una niña, Carly. Desgraciadamente, Michael falleció en 1983 víctima de un ataque al corazón.
Cinco años después, Twiggy rehízo su vida y se casó con otro actor, el inglés Leigh Lawson, con quien vive en Inglaterra.
En 1998 sorprendió a todos cuando participó en un dueto con Twiggy Ramirez, bajista de Marilyn Manson, realizando una versión de la canción de Dusty Springfield, "I Only Want To Be With You". De hecho, Ramírez utiliza este sobrenombre en honor a ella.
En el 2009, Twiggy anunció en su página web que la organización "British Rose Breeders and Growers and Harkness Roses" ha creado una nueva especie de rosa, la cual recibió su nombre en honor al cumpleaños número 60 de la modelo. La ceremonia se efectuó el día 11 de junio de 2009.
"Estaba maravillada y honrada cuando Marilyn de Roses UK me contactó para proponerme nombrar una rosa en honor a mi cumpleaños, en un tiempo más. Adoro las rosas, especialmente las fragantes, y tengo algunas bellezas en mi jardín. Fue muy divertido ayudar a escoger el color, forma y fragancia y estoy ansiosa por 'conocer' a mi rosa la próxima semana", añadió la modelo en el comunicado de su sitio web.

## Filmografía
- Popcorn (1969) (documental)
- All Talking... All Singing... All Dancing (1971)
- The Boy Friend (1971)
- W (1974)
- The Butterfly Ball (1976) (voz)
- The Blues Brothers (1980)
- There Goes the Brides (1980)
- Club Paradise (1986)
- Madame Sousatzka (1988)
- Edge of Seventeen (1998)

## Televisión
- Twiggy (1975)
- "Twiggy II" (1977)
- The Muppet Show (1975) (Estrella invitada)
- Pygmalion (1981)
- Sun Child (1988)
- The Diamond Trap (1988)
- Young Charlie Chaplin (1989)
- Princess (1991) (cancelada después de 7 episodios)
- Body Bags (1993)
- "The Nanny" (1994) (Estrella invitada)
- Something Borrowed, Something Blue (1997)
- Absolutely Fabulous (2000-2001)
- This Morning (presentadora en 2001)
- America's Next Top Model, ciclo 5 (jurado) (2005)
- Shakespeare re-told: The Taming of the Shrew ( La fierecilla Domada) (2005)
- America's Next Top Model, ciclo 6 (jurado) (2006)
- America's Next Top Model, ciclo 7 (jurado) (2006)
- America's Next Top Model, ciclo 8 (jurado) (2007)
- America's Next Top Model, ciclo 9 (jurado) (2007)